# لوكا سيكاريلي
لوكا سيكاريلي (بالإيطالية: Luca Ceccarelli) هو لاعب كرة قدم إيطالي في مركز الدفاع، ولد في 20 مارس 1983 في ماسا في إيطاليا. شارك مع منتخب إيطاليا تحت 20 سنة لكرة القدم. أما مع النوادي، فقد لعب مع إنتر ميلان وإيه سي ميلان وفيورنتينا ونادي برو باتاريا ونادي سبيزيا ونادي سيينا ونادي فيرتوس إينتيلا ونادي فينيزيا ونادي كاتانزارو ونادي كاتانيا ونادي لوكيزي وهيلاس فيرونا.